# Karl Birnbaum (Chemiker)

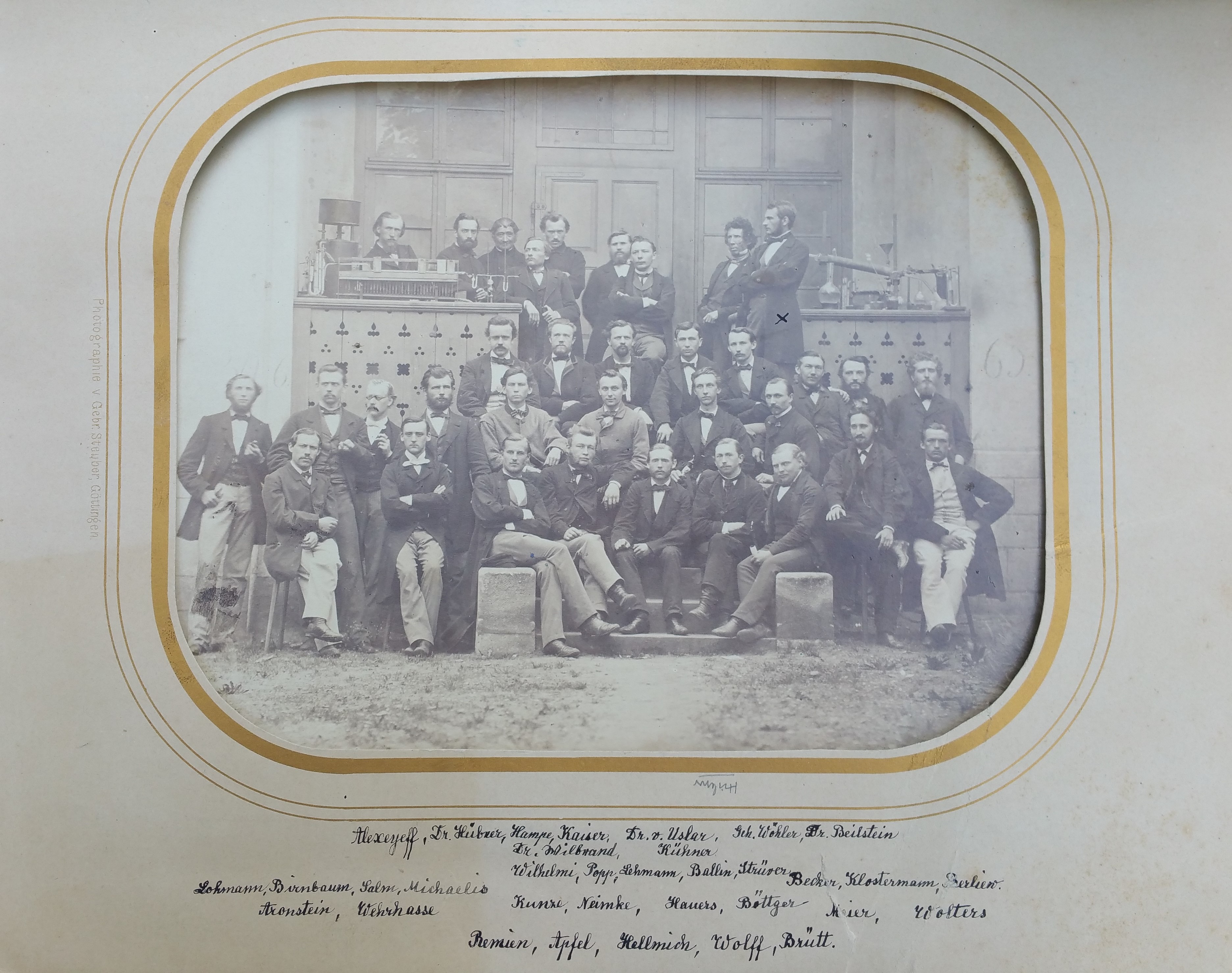
Doktorand Birnbaum Juni 1863 in Wöhlers Laboratorium

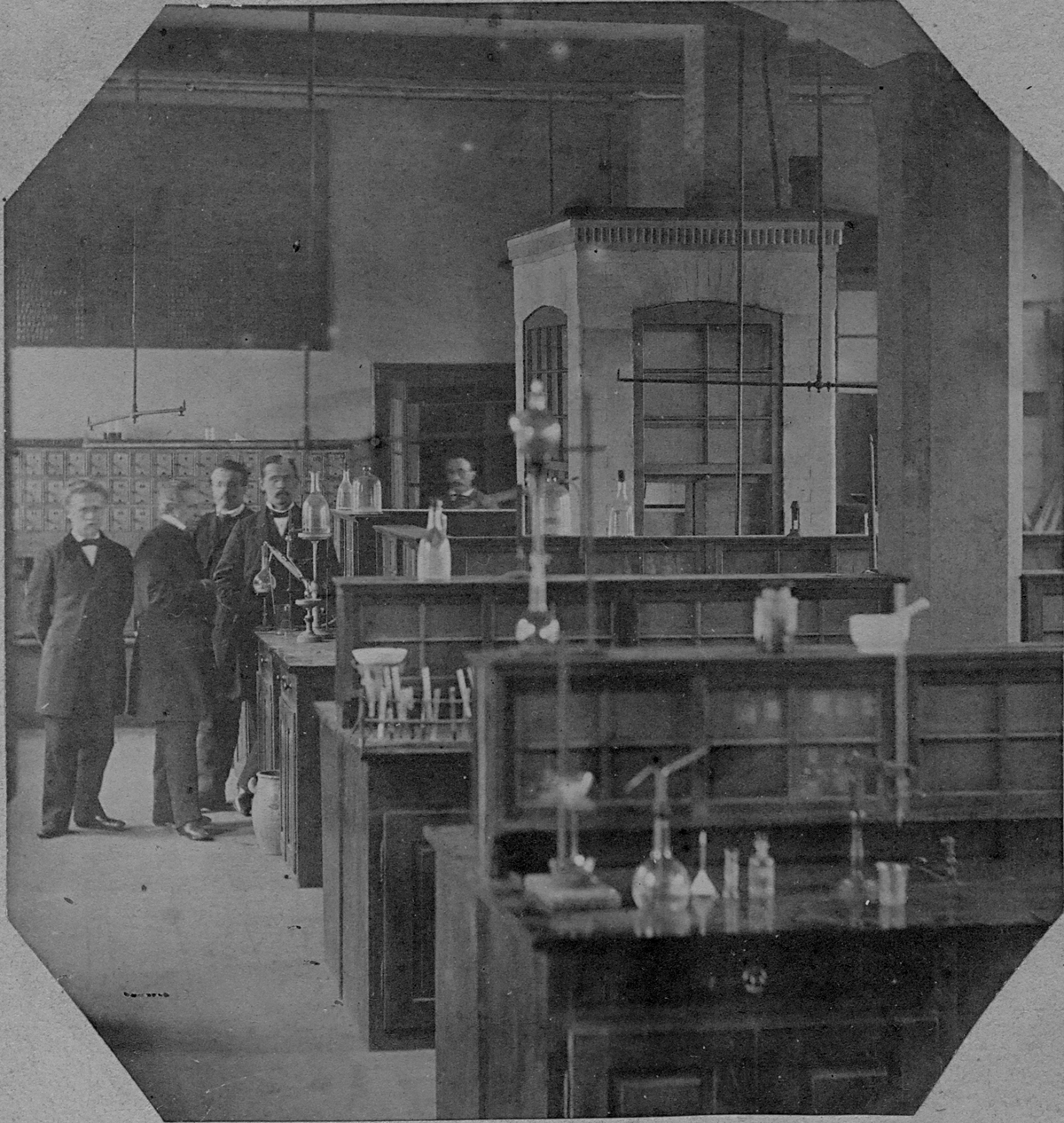
Assistent Birnbaum 1864 in Weltziens Laboratorium

Karl Birnbaum (* 14. Oktober 1839 in Helmstedt; † 20. Februar 1887 in Karlsruhe) war ein deutscher Chemiker.

## Leben
Karl Birnbaum wurde 1839 als Sohn des Gymnasialoberlehrers Dr. H. Birnbaum in Helmstedt geboren. Das Interesse für die Chemie wurde von seinem Vater gefördert, der Lehrer für Naturwissenschaften war. Nachdem Birnbaum das Gymnasium in Braunschweig absolviert hatte, studierte er Chemie zunächst an der kleinen Polytechnischen Schule Braunschweig, danach bis zur Promotion bei Wöhler an der Universität Göttingen.
1864 wurde er von Wöhler mit einer Arbeit Ueber die Bromverbindungen des Iridiums promoviert. Im gleichen Jahr wechselte er auf besondere Empfehlung Wöhlers als Assistent zu Karl Weltzien, dem Vorstand der aufstrebenden chemischen Schule an der Polytechnischen Schule Karlsruhe. Weltzien entwickelte Birnbaum zu seinem Nachfolger auf dem Gebiet der technischen Chemie.
1868 erhielt Birnbaum auf Betreiben Weltziens erstmals ein Extraordinat und damit die Leitung des Laboratoriums. Nach dem Tod von Weltzien verwaltete Birnbaum bis Herbst 1868 den Lehrstuhl für Chemie. Die Lehrstuhlnachfolge erging jedoch an Lothar Meyer.
1870 wurde Birnbaum vom Badischen Innenministerium zum ordentlichen Professor ernannt und er erhielt den Lehrstuhl für chemische Technologie als Nachfolger des 1869 verstorbenen Karl Seubert. Er bildete 1872 durch räumliche Erweiterungen ein eigenes chemisch-technisches Laboratorium für seinen Lehrstuhl chemische Technologie. 
Nach dem Fortgang von Lothar von Meyer 1876 erhielt Birnbaum den Lehrstuhl für die reine Chemie. Der Lehrstuhl für chemische Technologie wurde mit Carl Engler neu besetzt. Für die Jahre 1877/78 wurde er zum Direktor des Polytechnikums benannt. Daneben leitete er die 1878 gegründete Lebensmitteluntersuchungsstation des Grossherzogthum Badens.
In der Zeit bis zu seinem Tod 1887 beschäftigte er sich mit dem Verfassen von wissenschaftlichen Werken. Seine Lehrstuhlnachfolge übernahm Carl Engler.

## Wissenschaftliches Werk
Karl Birnbaum lehrte unter anderem die Darstellung verschiedener Iridium- und Bromverbindungen. Des Weiteren beschrieb er eine Reihe von Doppelsalzen. Eine größere Anzahl an Abhandlungen widmete er der Einwirkung von Schweflige Säure auf Iridium- und Platinverbindungen. Ferner beschäftigte er sich mit dem Zeise-Salz und bestätigte, dass dieses Ethen enthält.
Zudem beschäftigte er sich mit dem Edelmetall Silber. So prüfte er die Einwirkung von Iod auf Silberacetat und wies unter den Produkten unter anderem Essigsäure nach. Gemeinsam mit C. Chojnacki änderte er das Verfahren ab, Phosphat aus salpetersaurer Lösung durch Bismutnitrat auszufällen, das zum ersten Male Gustave Chancel angewendet hatte. Dies konnte sich jedoch nicht durchsetzen, da sich herausstellte, dass es für die Analyse von Phosphoriten unbrauchbar ist.
1872 entwickelte er eine Methode zur Prüfung von Lebensmitteln. 1880 übernahm er von Pompejus Bolley die Herausgabe des Handbuchs der chemischen Technologie. Später auch die neue Ausgabe des Lehrbuches der rationellen Praxis der landwirtschaftlichen Gewerbe von Friedrich Julius Otto. 1884 war er an der Überarbeitung von Merck’s Warenlexikon beteiligt. Neben seiner Tätigkeit als Professor erstellte er zahlreiche wissenschaftliche Gutachten für Ministerien und andere Behörden. Zudem war er Mitglied im Karlsruher Orts-Gesundheitsrat.

## Ehrungen
1879 wurde er zum Hofrat ernannt und erhielt bald darauf das Ritterkreuz I. Klasse des Zähringer Löwen Ordens. 1883 ernannte der Großherzog ihn zum Mitglied der Ersten Kammer der Badischen Ständeversammlung, der er bis zu seinem Tode angehörte.

## Veröffentlichungen
- Leitfaden der chemischen Analyse; Fünfte Auflage; Karlsruhe, 1885 Siebente Auflage, Dieckhoff
- Einfache Methoden zur Prüfung wichtiger Lebensmittel auf Verfälschungen. Gutsch, Karlsruhe 1877 (Digitalisierte Ausgabe der Universitäts- und Landesbibliothek Düsseldorf)
- Das neue Buch der Erfindungen, Gewerbe und Industrien. Rundschau auf allen Gebieten der gewerblichen Arbeit.; Siebente Auflage in 8 Bände; Leipzig, Spamer, 1876 (Online)
- Löthrohrbuch – Anleitung zur Benutzung des sogenannten trockenen Weges bei chemischen Analysen. Braunschweig, Vieweg, 1872 (Online)
- Zeitschrift für Chemie. Leipzig, Quandt & Händel, 1867 (Online)